# Suzhens Krait
Suzhens Krait (Bungarus suzhenae) ist eine giftige Schlangenart und zählt innerhalb der Familie der Giftnattern zur Gattung der Kraits. Die Art wurde im Jahre 2021 beschrieben. Das Epitheton ist benannt nach Su-Zhen Bai, eine Göttin der chinesischen Mythologie (Die Legende der weißen Schlange, 白蛇传), „zu Ehren ihres Mutes zu wahrer Liebe und Freundlichkeit gegenüber den Menschen“.

## Verbreitungsgebiet
Das Verbreitungsgebiet von Bungarus suzhenae umfasst Gebiete in China (Yunnan) und Myanmar (Kachin). Als besiedelte Habitate sind Reisfelder und Bachläufe in Monsunwäldern in Höhenlagen zwischen 800 und 1560 Metern bekannt.

## Merkmale
Als Bunarus-Art wird Bungarus suzhenae unter anderem gekennzeichnet durch das Vorhandensein einer Reihe vergrößerter, sechseckiger Dorsalschuppen und die Wirbelanatomie (vergrößerter präzygapophysealer Processus accessorius, relativ hoher Dornfortsatz (Processus spinosus)). Morphologisch sehr ähnlich sind Bungarus candidus, Bungarus multicinctus und Bungarus wanghaotingi. Unterschiede zu diesen Arten sind in der Morphologie von Gebiss und Hemipenis sowie in der Färbung und Beschuppung zu finden.
Es sind drei hintere, leicht zurückgebogene Maxillarzähne sowie schwach gebogene Fangzähne vorhanden. Die Pholidose (Beschuppung) zeigt folgende Merkmale: 15 Reihen Dorsalschuppen, 220 bis 229 Bauchschilde und 51 bis 54 ungeteilte Unterschwanzschilde. Die vorderen Kinnschilde sind größer als die hinteren. Die präfrontale Naht zwischen den Schilden ist 2,7 bis 3,4 mal so lang wie die internasale Naht (vergleiche Beispielhafte Abbildung der Kopfbeschuppung einer Schlange).
Adulte Exemplare zeigen dorsal eine schwarze Körperfärbung mit 26 bis 38 schmalen, weißen Bändern. Die Bauchseite ist einfarbig weiß, wobei die Schwanzunterseite ebenfalls einfarbig oder fein bräunlich gesprenkelt sein kann. Die Bauchschschilde sind mit den schwarzen Körperbinden durch kleine dunkle Flecken verbunden, die kleiner sind als die halbe Breite einer Rückenschuppe. Adulte und subadulte Exemplare weisen einen auf der Oberseite einheitlich schwarz gefärbten Kopf mit gelblich-weißer Unterseite auf.
Der Schwanz ist relativ lang und die Hemipenes reichen bis zum 7. Subcaudalschild (Unterschwanzschild). Die Hemipenes weisen große, längliche und spitze Stacheln in Fächerform auf. Die Spitzen der großen Stacheln sind stark verhornt, ohne deutliche Grenze zum Hauptkörper der großen Stacheln.
Wie alle Giftnattern besitzt Bungarus suzhenae zu Giftdrüsen umgebildete Speicheldrüsen, welche über einen Giftkanal mit im vorderen Oberkiefer befindlichen, nicht beweglichen Giftzähnen verbunden sind (proteroglyphe Zahnstellung).

## Lebensweise
Über die Lebensweise und Fortpflanzung der Art ist wenig bekannt. In Gefangenschaft akzeptiert Bungarus suzhenae als Beutetiere Kiemenschlitzaale wie Monopterus albus und kleine Schlangen wie die Gelbflecken-Fischnatter oder Pareas-Arten. Mäuse oder Frösche werden hingegen abgelehnt.

## Taxonomie
Die Typlokalität liegt in China (Yingjiang in der Provinz Yunnan). Der Holotypus (CIB 116088, ein subadultes Männchen) wurde von Ding Li an einer Straße in den Reisfeldern von Yingjiang (24.662632°N, 97.584451°E) im Jahr 2017 gesammelt, auf einer Höhe von 922 Metern. Der Holotypus ist ein im Straßenverkehr totgefahrenes Exemplar, das in Ethanol 80 % fixiert und gelagert wird.
Im Rahmen der Erstbeschreibung von Bungarus suzhenae wurden die morphologischen Merkmale des B. candidus/ multicinctus/ wanghaotingi-Komplexes überarbeitet und die Gültigkeit dieser drei Arten überprüft. Ihre Verbreitungsareale wurden überarbeitet und die Nachweise von Bungarus candidus in China sollten Bungarus wanghaotingi zugeordnet werden.
Synonym:
- Bungarus multicinctus multicinctus – Yang & Rao 2008, Exemplare aus Yingjiang, Yunnan, China[3]